# 홍연 (음식점)
홍연은 대한민국의 중식 레스토랑이다. 하이엔드 브랜드 '더 그레이트 홍연'과 캐주얼 다이닝 브랜드 '호경전', '호경전 소당' 등을 함께 운영 중이다.

## 운영
- 홍연: 웨스틴 조선 서울
- 더 그레이트 홍연: 조선 팰리스, 럭셔리 컬렉션
- 호경전: 신세계백화점(본점, 강남점), 서초점
- 호경전 소당: 신세계아울렛(부산점)

## 평가
《미쉐린 가이드》는 '홍연'을 '가이드 레스토랑'으로 선정했다. 또한 《라 리스트》는 '더 그레이트 홍연'을 등재했다.

## 같이 보기
- 도원